# Marilina (serie)
Marilina (Marilina: Atreverse a soñar) fue una Teleserie emitida por el canal paraguayo Telefuturo, transmitida por primera vez el 24 de julio de 2023. La serie está principalmente hablada en guaraní en los primeros capítulos, con subtítulos en castellano para el público hispanohablante.

## Sinopsis
La serie está basada en la vida de la cantante de cumbia Marilina Bogado, de orígenes humildes, abarcando desde la niñez, pasando por su complicada adolescencia hasta llegar a Telefuturo que la impulsó como artista popular y ser reconocida a nivel país al ganar la edición del Reality Show musical La Academia, y luego el Baila Conmigo Paraguay.

## Elenco
- Melany Wenninger (Marilina, de niña)
- Lucero Caballero (Mariela, hermana de Marilina, de niña)
- Sara Álvarez (Patricia Sánchez, de niña)
- Liz María Meza (Marilina, de adulta)
- Jazmín Bogarín (Mariela, de adulta)
- Bethania Borba (Patricia Sánchez, de adulta)
- Héctor Lozzca (tío Mario)[3]
- Lidia López (Saturnina, madre de Marilina)
- Jorge Delvalle (padre de Marilina)
- Ramona Villalba (abuela de Marilina)
- Daniel Vuyk (Viché)
- Letizia Medina (Milva)
- Silvia Flores (Zuny)
- Marcelo Antúnez (Samu)